# Église Saint-Martial de Saint-Martial (Gironde)
Pour les articles homonymes, voir église Saint-Martial.
L'église de Saint-Martial est une église catholique située dans le département français de la Gironde, sur la commune de Saint-Martial, en France.

## Localisation
L'église se trouve dans le centre du bourg, en face de la mairie, au croisement des routes départementales D123 et D227.

## Historique
L'édifice d'origine, du XIe siècle, comportait un nef unique et était appareillé en petits moellons. L'abside a été rehaussée au XIVe siècle et le mur gouttereau sud a été démoli au XVIIe siècle afin d'augmenter l'édifice d'un collatéral gothique.
La façade est la seule partie architecturale romane qui ait été conservée.
Le clocher-pignon abrite une cloche de 1718 classée en 1942 au titre des monuments historiques.
L'intérieur de l'église abrite un retable en bois du XVIIIe siècle classé au titre des monuments historiques en 1971. Une crédence en pierre orne le mur de la sacristie, laissant ainsi croire, de façon insolite, à un placard.
L'église est inscrit au titre des monuments historiques par arrêté du 21 décembre 1925 en totalité.

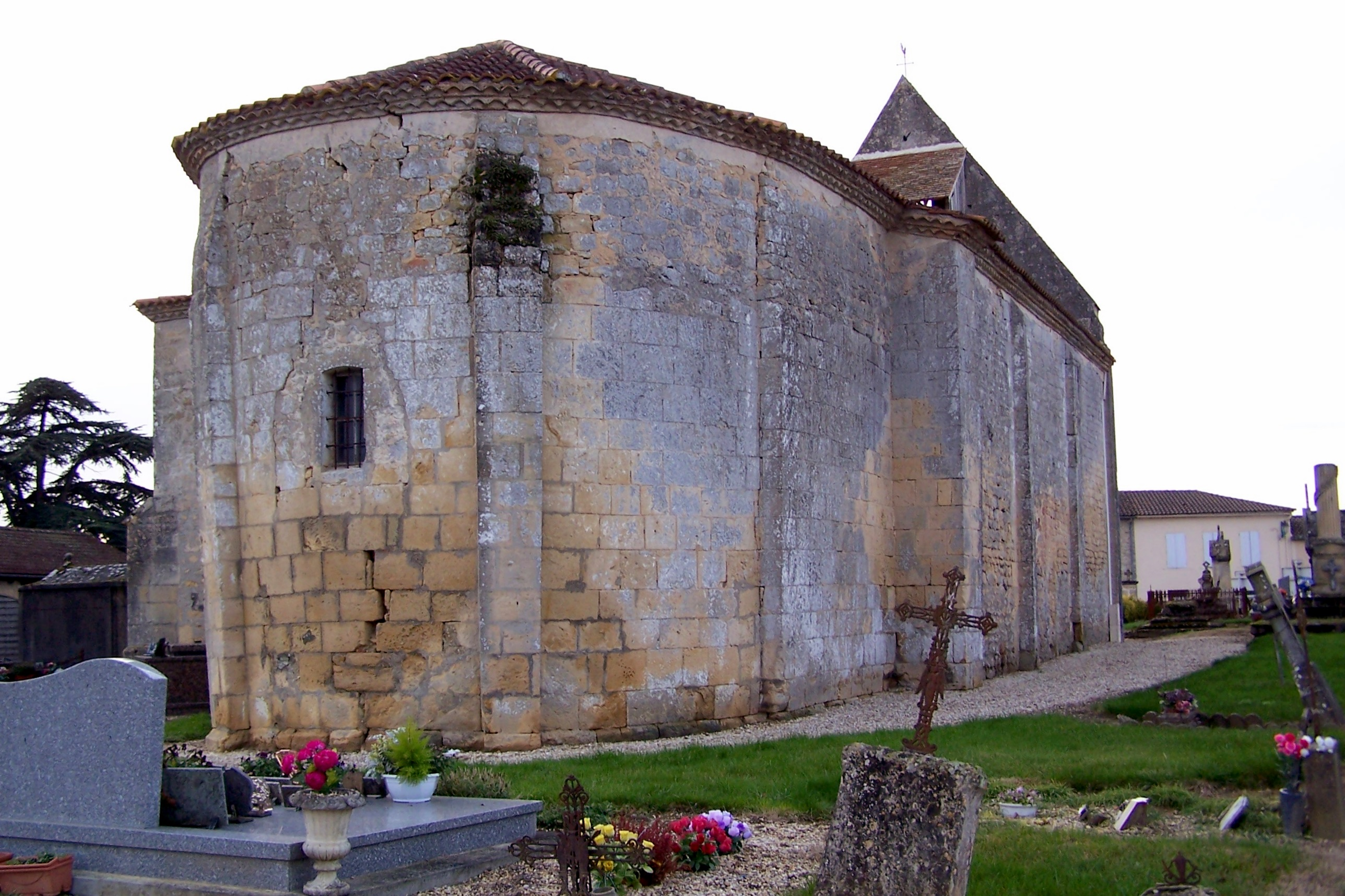
Le chevet de l'église (déc. 2011).
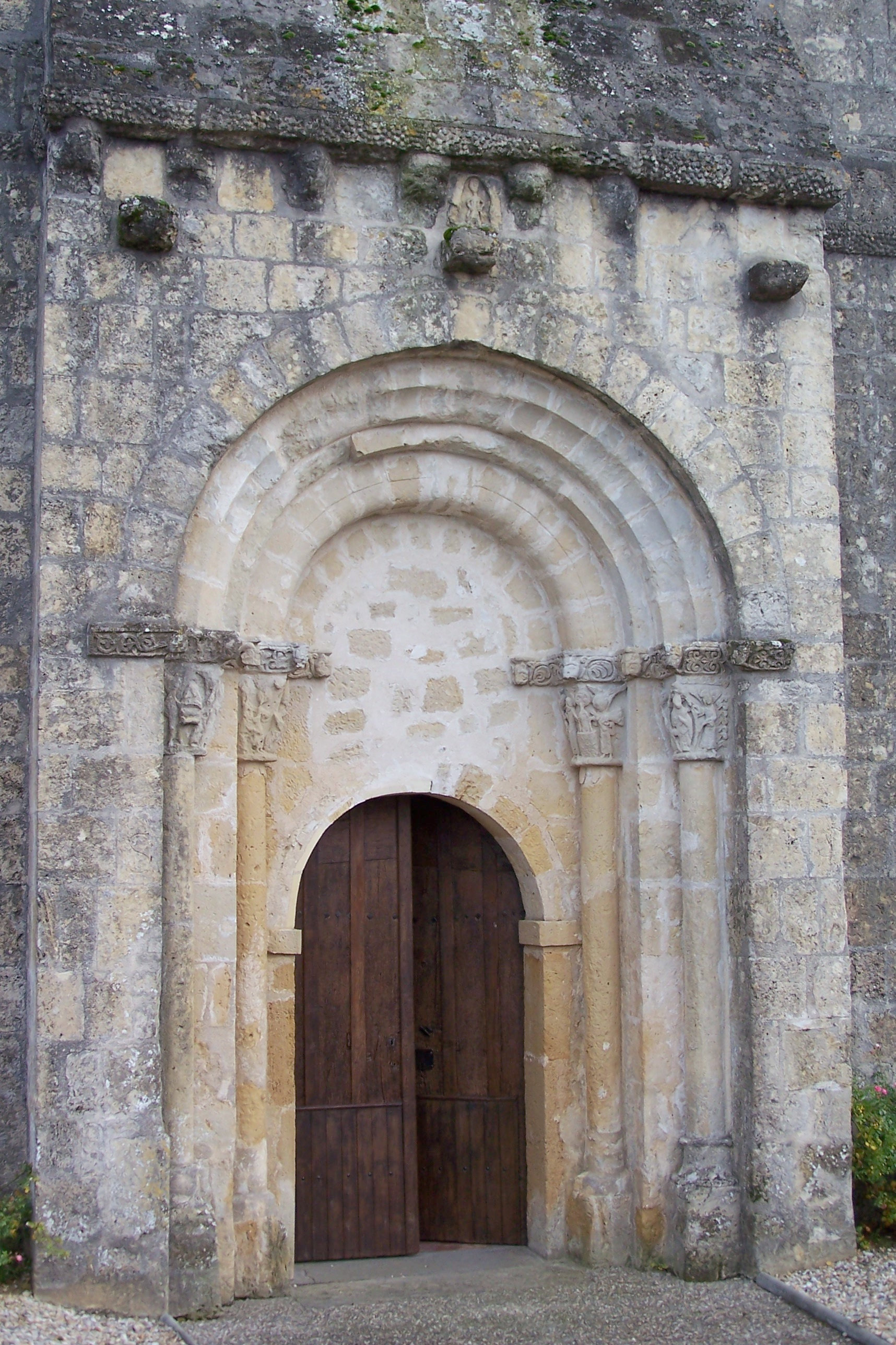
Le portail de l'église (déc. 2011).
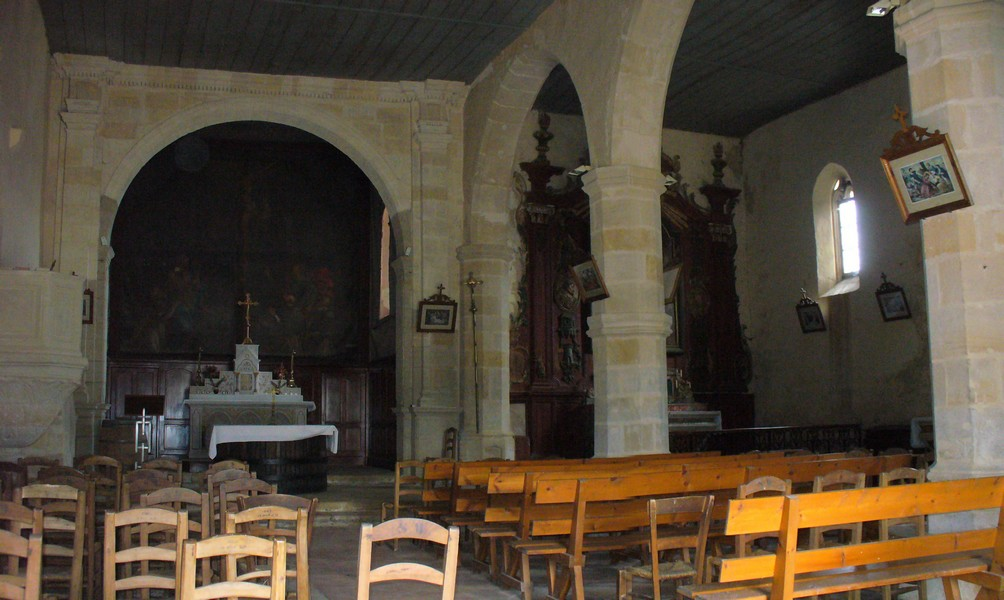
Intérieur de l'église (août 2009).

L'iconographie de la façade ouest 
Une porte haute et étroite s'ouvre sous quatre arcs en retrait dont les voussures retombent sur quatre piédroits et quatre colonnes portant chacune un chapiteau historié.
Un semis de petits étoiles tapisse la corniche, qui repose sur huit modillons totalement informes. Entre les deux consoles médianes, se trouve une métope datant du XIe siècle : une femme y donne le sein à deux serpents, symbole classique de la luxure.
Les quatre chapiteaux du portail
Ils présentent quatre scènes de la vie de Jésus-Christ : l'Adoration des mages, les Myrrhophores au tombeau du Christ, Le baptême de Jésus et le Christ en gloire.
Adoration des mages : 
L'épisode de l'adoration des mages, lié au récit de Matthieu, s'est détaché des autres scènes de la Nativité mentionnées par Luc (crèche, anges et bergers) et est devenu un sujet à part entière. À l'époque romane, la fréquence des illustrations de ce thème était élevée. Dans les environs de Saint-Martial, des images sculptées peuvent se voir à Bouliac, Cessac, Courpiac, Daubèze, Haux, Langoiran, Lugasson, Saint-Quentin-de-Baron, La Sauve et Targon !
La corbeille est érodée. En partant de la gauche, Marie, l'enfant Jésus et les trois Rois mages sont disposés en file. On devine le corps de Marie assise et tenant l'enfant dans ses bras. Le premier mage est à genoux devant eux, la partie supérieure de son corps a disparu. Les deux autres mages se tiennent debout et serrent entre leurs mains les offrandes de l'encens et de la myrrhe. Pour évoquer l'Orient, d'où ils viennent, le sculpteur les a habillés de tuniques longues et les a coiffés de la tiare conique des prêtres mazdéen.
Le tailloir a bien résisté à l'érosion. On y voit une frise ou alternent des animaux, des masques cracheurs de rinceaux et des feuilles palmées.
Le style de la sculpture est celui de la deuxième moitié du XIIe siècle.
Myrrophores au tombeau du Christ : 
Les Myrrhophores étaient des Saintes Femmes porteuses de myrrhe qui, se rendant, au petit matin du troisième jour après sa crucifixion, à la tombe de Jésus, la trouvèrent vide.
Comme souvent, l'illustration s'inspire de l'évangile selon Luc (chapitre 24), car sont présents deux anges qui montrent aux femmes le couvercle soulevé du sépulcre vide.
Cette histoire fut certainement un des épisodes évangéliques les mieux connus de tous au Moyen Âge et bénéficia d'une iconographie abondante, mais stéréotypée.
La face interne de la corbeille est très érodée. On devine les deux anges et le sépulcre vide. La face externe est mieux conservée. On voit deux Saintes Femmes nimbées, à la silhouette élancée. Elles sont habillées de robes longues plissées et portent une échappe autour du cou. Dans leurs mains, se trouvent des récipients contenant les aromates pour l'onction du corps de Jésus.
Baptême de Jésus : 
Le baptême de Jésus, parfois appelé par anticipation « baptême du Christ » car c'est après les paroles du Saint-Esprit que la personne de Jésus sera transformée en oint du Seigneur c'est-à-dire Christ — Christos en grec signifie oint —. L'événement est l'épisode fondateur du Christianisme. L'Église orthodoxe a conservé l'ancienne appellation : théophanie, qui est moins restrictif qu'épiphanie.
La corbeille est en assez bon état. Il y a quatre personnages, tous nimbés : au centre Jésus, debout et de face, les pieds dans la rivière Jourdain qui est simulée par un cylindre ondé qui arrive au-dessous du nombril. Ses deux bras pendent le long du corps. Derrière sa tête (aujourd'hui disparue) un grand disque crucifère. Jésus est tenu aux épaules par l'ange et par Jean-Baptiste.
Sur la gauche de Jésus, l'ange lui présente la tunique que doit enfiler le nouveau baptisé en sortant du fleuve. Sur sa droite, Jean-Baptiste a un visage allongé, avec barbe égalisée. Il porte une tunique longue à plis horizontaux avec des manches évasées et une kippa.
La quatrième personnage représente la forme corporelle de l'esprit de Yahweh, qui a plutôt la forme d'un ange que celle de la colombe habituelle. Il est venu proclamer à Jésus : « Tu es mon fils bien-aimé, tu as toute ma faveur ». On peut voir, en arrière-plan, des flammes spiralées qui concrétisent la déchirure des cieux provoquée par cette apparition.
Christ en gloire : 
Le thème, le retour du Christ au Jour du Jugement dernier entre les anges, appartient à une imagerie très codifiée. Elle étaie les écrits apocryphes et canoniques, telle l’Apocalypse de saint Jean qui décrivent le Christ, entouré des anges, assis sur une trône d’où partent des éclairs, des voix, du tonnerre et un gigantesque fleuve de feu.
La corbeille est partiellement érodée. Jésus se tient au milieu de la corbeille, assis en majesté sur un traversin cylindrique qui déborde, dans une mandorle étroite et allongée. De chaque côté, il y a un ange debout sur l'astragale. Les anges regardent le monde en tenant la mandorle à deux mains. Des flammes s'élèvent dans leurs dos, signe de l'ouverture des cieux au passage de Dieu.
Jésus, couvert d'un pallium lève sa main droite (aujourd'hui disparue) et exhibe de la main gauche le « Livre de Vie », qui au lieu d'un habituel livre plat est ici un parchemin scellé.
Au-dessus du groupe, un petit bandeau qui aligne des étoiles à six raies rappelle que cette vision est cosmique.
La cohérence de ce programme iconographique est exemplaire.
- Au centre du portail, nous avons deux des trois épiphanies officielles de l’Église primitive qui sont la Nativité, l'Adoration des mages et le Baptême du Christ par Jean-Baptiste. Ces épisodes terrestres étaient tous commémorés le 6 janvier.

- À l'extérieur, sont illustrés deux épisodes de caractère céleste : la Résurrection et le Retour du Christ. Toute la promesse eschatologique du Christianisme est ainsi résumée en peu de place.